# أليستير سنكلير
أليستير سنكلير (بالإنجليزية: Alistair Sinclair)‏ هو عالم حاسوب ومهندس بريطاني، ولد في 1960.

## وصلات خارجية
- الموقع الرسمي